# Sous-district de Longtan
Le sous-district de Longtan (chinois : 龙潭街道 ; pinyin : Lóngtán jiēdào) est une subdivision du district de Dongcheng, dans le centre de Pékin, en Chine.
Le sous-district tire son nom du parc Longtan, l'un des plus grands parcs publics à l'intérieur du deuxième périphérique de Pékin.

## Communautés résidentielles
Le sous-district de Longtan est divisé en dix communautés résidentielles (chinois : 社区 ; pinyin : shèqū).
| Nom           | Chinois      | Pinyin              | Population | Superficie (km²) |
| ------------- | ------------ | ------------------- | ---------- | ---------------- |
| Anhualou      | 安化楼社区   | Ānhuàlóu shèqū      |            |                  |
| Banchangnanli | 板厂南里社区 | Bǎnchǎngnánlǐ shèqū |            |                  |
| Guangming     | 光明社区     | Guāngmíng shèqū     |            |                  |
| Huacheng      | 华城社区     | Huáchéng shèqū      |            |                  |
| Longtanbeili  | 龙潭北里社区 | Lóngtánběilǐ shèqū  |            |                  |
| Xingfu        | 幸福社区     | Xìngfú shèqū        |            |                  |
| Xinjiayuan    | 新家园社区   | Xīnjiāyuán shèqū    |            |                  |
| Xizhaosi      | 夕照寺社区   | Xīzhàosì shèqū      |            |                  |
| Zuo'anpuyuan  | 左安浦园社区 | Zuǒ'ānpǔyuán shèqū  |            |                  |
| Zuo'anyiyuan  | 左安漪园社区 | Zuǒ'ānyīyuán shèqū  |            |                  |
|               |              | Total               | 56 257     | 3,06             |